# Дорін Речан
Дорін Речан (17 березня 1974 , Дондушень, Молдавська РСР ) — молдовський науковець і політик. Прем'єр-міністр Молдови з 16 лютого 2023 року. Був міністром внутрішніх справ Молдови з липня 2012 року до лютого 2015 року.
10 лютого 2023 року був висунутий кандидатом на посаду прем'єр-міністра замість Наталії Гаврилиці. 16 лютого депутати парламенту Молдови затвердили новий уряд на чолі з Доріном Речаном.

## Молодість і освіта
Речан народився в Дондушенях 17 березня 1974 року. У 1996 році закінчив Академію економічних досліджень Молдови зі ступенем бакалавра з управління міжнародним бізнесом. Отримав ступінь магістра ділового адміністрування в бельгійській філії Міжнародного університету Ньюпорта в 2000 році.

## Кар'єра
Речан розпочав свою кар'єру як викладач у 1995 році у Академії економічних досліджень, і продовжував викладати там до 2007 року. З 2002 до 2010 рік також працював у різних фірмах на різних посадах. Він також викладав у Кишинівському Міжнародному університеті Ньюпорта з 2000 по липень 2012 року.
У січні 2010 року Речан був призначений заступником міністра інформаційних та комунікаційних технологій, де він відповідав за впровадження нових захищених документів, включаючи біометричний паспорт, у рамках плану дій щодо лібералізації візового режиму. Він був членом урядової робочої групи з лібералізації візового режиму з ЄС.
У липні 2012 року він був призначений міністром внутрішніх справ в кабінеті міністрів Влада Філата, змінивши на цій посаді Олексія Ройбу. 31 травня 2013 року Речан був повторно призначений міністром внутрішніх справ в уряді прем'єр-міністра Юріє Лянке.
Одразу після виборів у листопаді 2014 року Речан оголосив, що продовжить кар'єру у приватному бізнесі у сфері фінансових технологій. Він також просуває ІКТ-технології у сфері мобільних грошових переказів і платежів з метою розширення доступу трудових мігрантів та їхніх родичів до безпечних і доступних грошових переказів і платежів.
10 лютого 2023 року президент Молдови Мая Санду висунула його кандидатуру на посаду прем'єр-міністра після відставки з цієї посади Наталії Гаврилиці.
16 лютого 2023 року Речан склав присягу як прем'єр-міністр Молдови після того, як отримав підтримку 62 депутатів у 101-місному парламенті.

## Політичні погляди
Речан підтримує членство Молдови в ЄС та тісніші зв'язки із Заходом. Він заявив після свого призначення прем'єр-міністром: «Новий уряд матиме три пріоритети: порядок і дисципліна, економіка, а також мир та стабільність. Новий уряд продовжить реалізацію стратегічного курсу Молдови — інтеграцію до Європейського Союзу».

## Особисте життя
Речан одружений і має двох дітей.